# ГЕС Бахо-Фріо
ГЕС Бахо-Фріо (ісп. Bajo Frio) — гідроелектростанція на заході Панами в провінції Чирикі. Знаходячись після ГЕС Баїтун, становить нижній ступінь каскаду на річці Chiriqui Viejo, котра тече неподалік кордону з Коста-Рикою до впадіння у Тихий океан за три десятки кілометрів на захід від столиці названої провінції міста Давид. В майбутньому ще нижче по річці повинні звести ГЕС Burica.
В межах проекту Chiriqui Viejo перекрили комбінованою гравітаційною греблею висотою 56 метрів та довжиною 405 метрів, яка включає ділянку із звичайного та ущільненого котком бетону (240 метрів) та земляну ділянку з глиняним ядром (165 метрів). Ця споруда утримує витягнутий по долині річки на 3 км резервуар з площею поверхні 0,56 км2.
Під правобережною частиною греблі розташований перший машинний зал комплексу, котрий має назву La Potra. Відпрацьована в ньому вода прямує по каналу довжиною 2,1 км, який завершується другим машинним залом Salsipuedes. Кожен з них обладнаний трьома турбінами типу Каплан потужністю по 9,3 МВт. Крім того, для підтримки природної течії річки у неї випускають певну частину води через турбіну типу Френсіс потужністю 2,1 МВт. Станція використовує напір у 62,4 метра та повинна виробляти 234 млн кВт-год електроенергії на рік.
Відпрацьована у залі Salsipuedes вода повертається у Chiriqui Viejo по каналу довжиною 0,1 км.